# Madagella brunnea
Madagella brunnea är en insektsart som beskrevs av Evans 1954. Madagella brunnea ingår i släktet Madagella och familjen dvärgstritar. Inga underarter finns listade i Catalogue of Life.